# Lioholus
Lioholus es un  género de coleópteros adéfagos de la familia Carabidae.

## Especies
Comprende las siguientes especies:
- Lioholus jedlickai Lafer, 1989
- Lioholus metallescens Tschitscherine, 1897